# اداری
اداری (به انگلیسی: Adari) در هند است که در اوتار پرادش واقع شده‌است.

## خصوصیات
اداری ۱۲٬۰۰۶ نفر جمعیت دارد.